# Echiniscus walteri
Espèce
Echiniscus walteri est une espèce de tardigrades de la famille des Echiniscidae. 

## Distribution
Cette espèce est endémique de Madagascar.

## Publication originale
- Pilato & Lisi, 2003 : Echiniscus walteri, new species of tardigrade from Madagascar. Bollettino del Museo Civico di Storia Naturale di Verona Botanica Zoologia, vol. 27, p. 65-70.